# ハインリヒ・エドゥアルト・リンデ＝ヴァルター
ハインリヒ・エドゥアルト・リンデ＝ヴァルター（Heinrich Eduard Linde-Walther、1868年8月16日 - 1939年5月23日）は、ドイツの画家、イラストレーターである。

## 略歴
シュレースヴィヒ＝ホルシュタインのリューベックで生まれた。父親のヘルマン・リンデ（Hermann Linde:　1831-1918）は薬剤師で写真家としてもパイオニアでもあった。兄弟には眼科医で美術コレクターのマックス・リンデ（Max Linde: 1862-1940）と画家となったヘルマン・リンデ（Hermann Linde: 1863-1923）らがいる。祖父の画家、ストーレ（Christian Peter Wilhelm Stolle: 1810-1887）から絵を学んだ。
ウィーンの写真研究所/学校(Höhere Graphische Bundes-Lehr- und Versuchsanstal)で写真技術を学び、オーストリアの地図出版業者イグナーツ・ハイマン(Ignaz Heimann)に雇われて、カイロで写真の仕事をした後、1891年から1894年の間、ミュンヘン美術院で、ガブリエル・ハックルとパウル・ヘッカーに学んだ。1895年から1898年はパリで、私立美術学校のアカデミー・ジュリアンで学び、スウェーデンやオランダ、スペインを旅し修行した。
1900年からベルリンで活動し、1902年にベルリン分離派に参加した。ドイツ画家協会（Deutscher Künstlerbund）にも加入した。1905年にスペイン旅行をし、1914年までパリやノルマンディーで活動した。
印象主義から影響を受けたスタイルの画家で、風景画も描いたが人物画、特に子供を描いた作品で知られていた。出版社「A. Molling & Comp」の出版する童話の挿絵も描いた。絵画作品の多くは個人からの注文によるものであった。
1939年にリューベックの保養地、トラーヴェミュンデで亡くなった。

## 作品

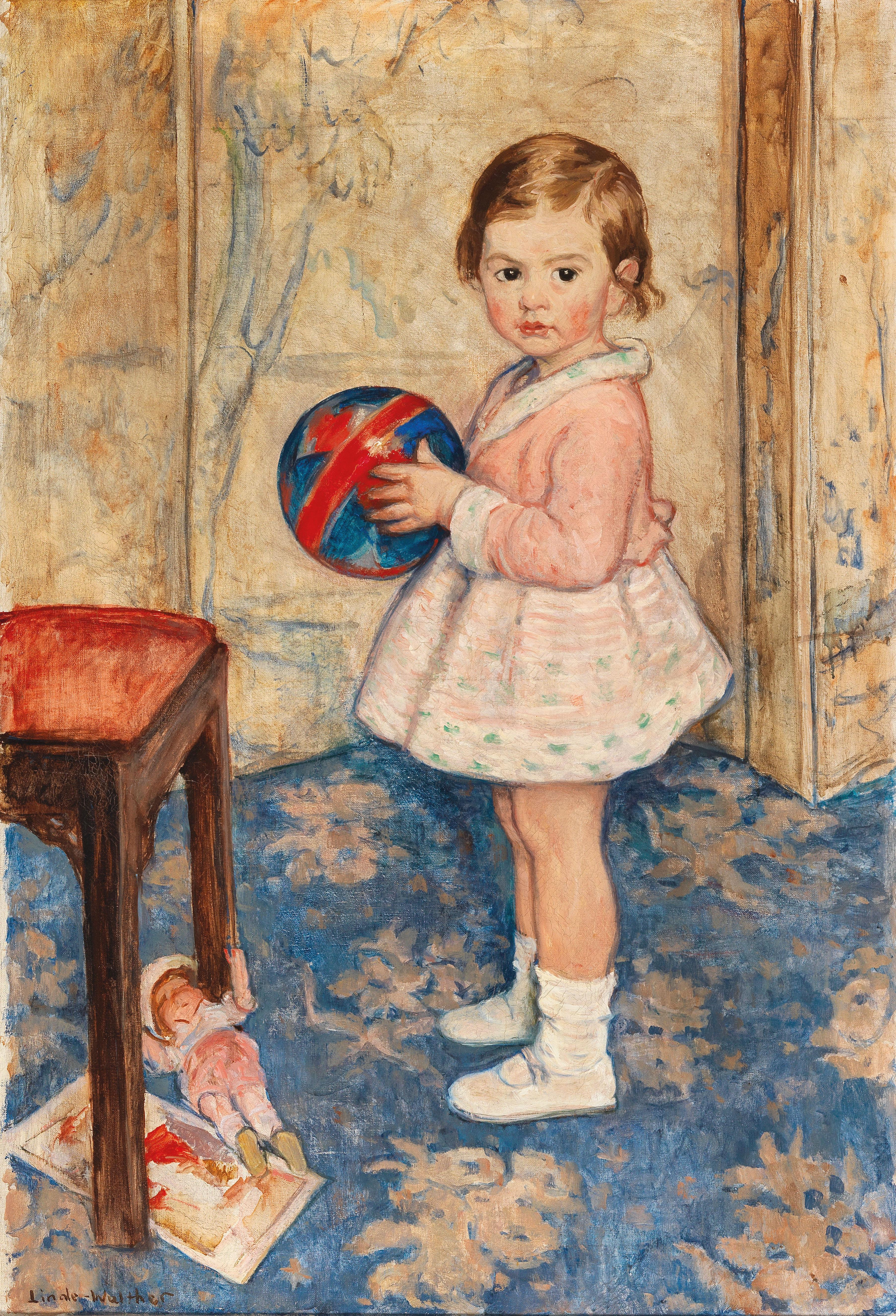
ボールを持った少女、個人蔵
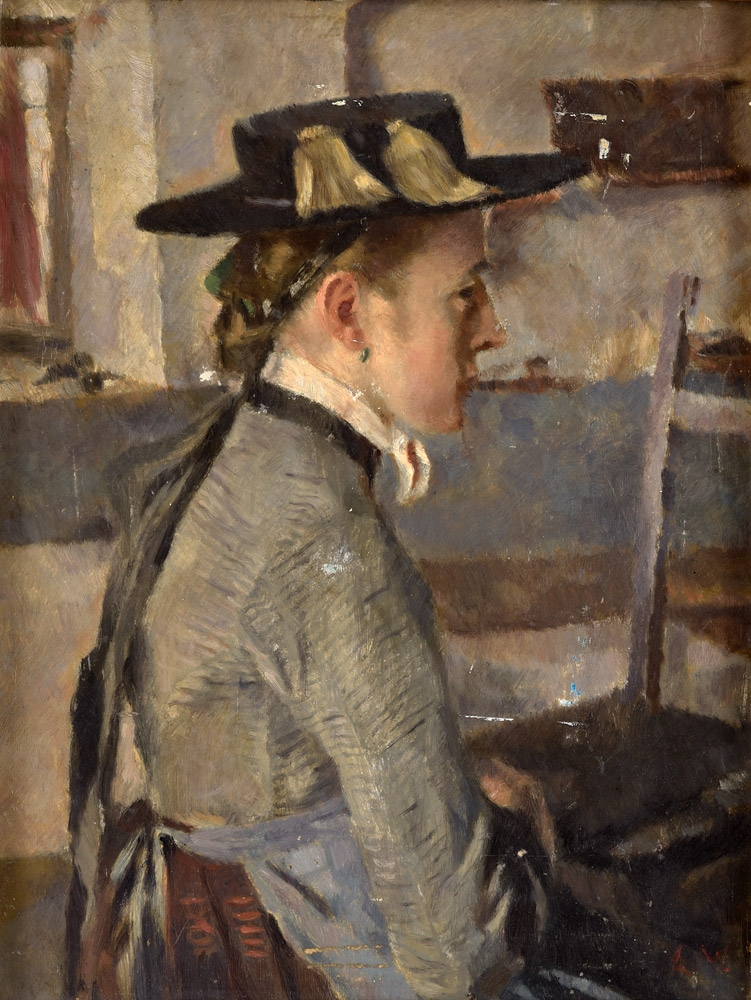
少女像
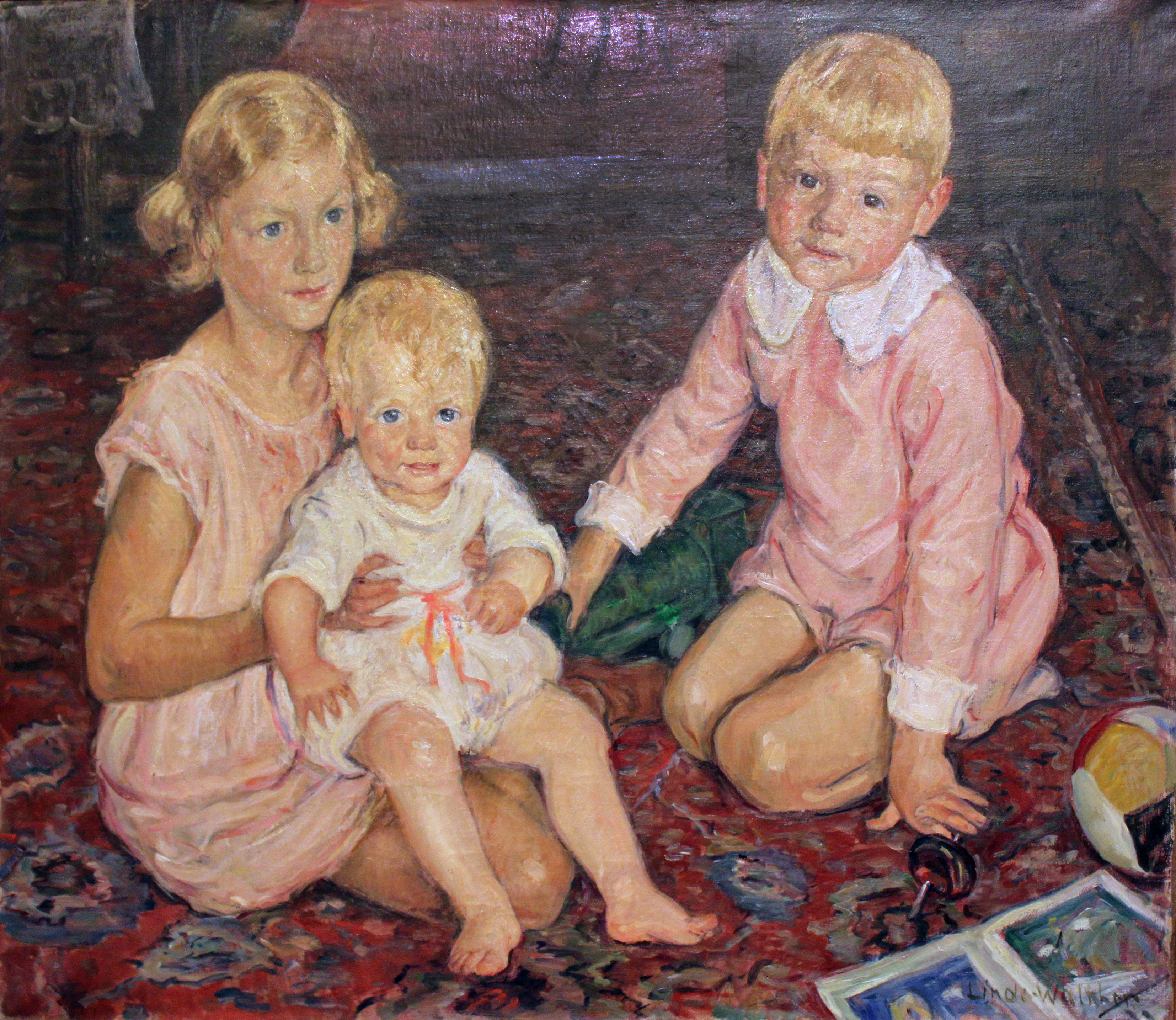
絨毯の上の3人の子供 (1910) Märkisches Museum
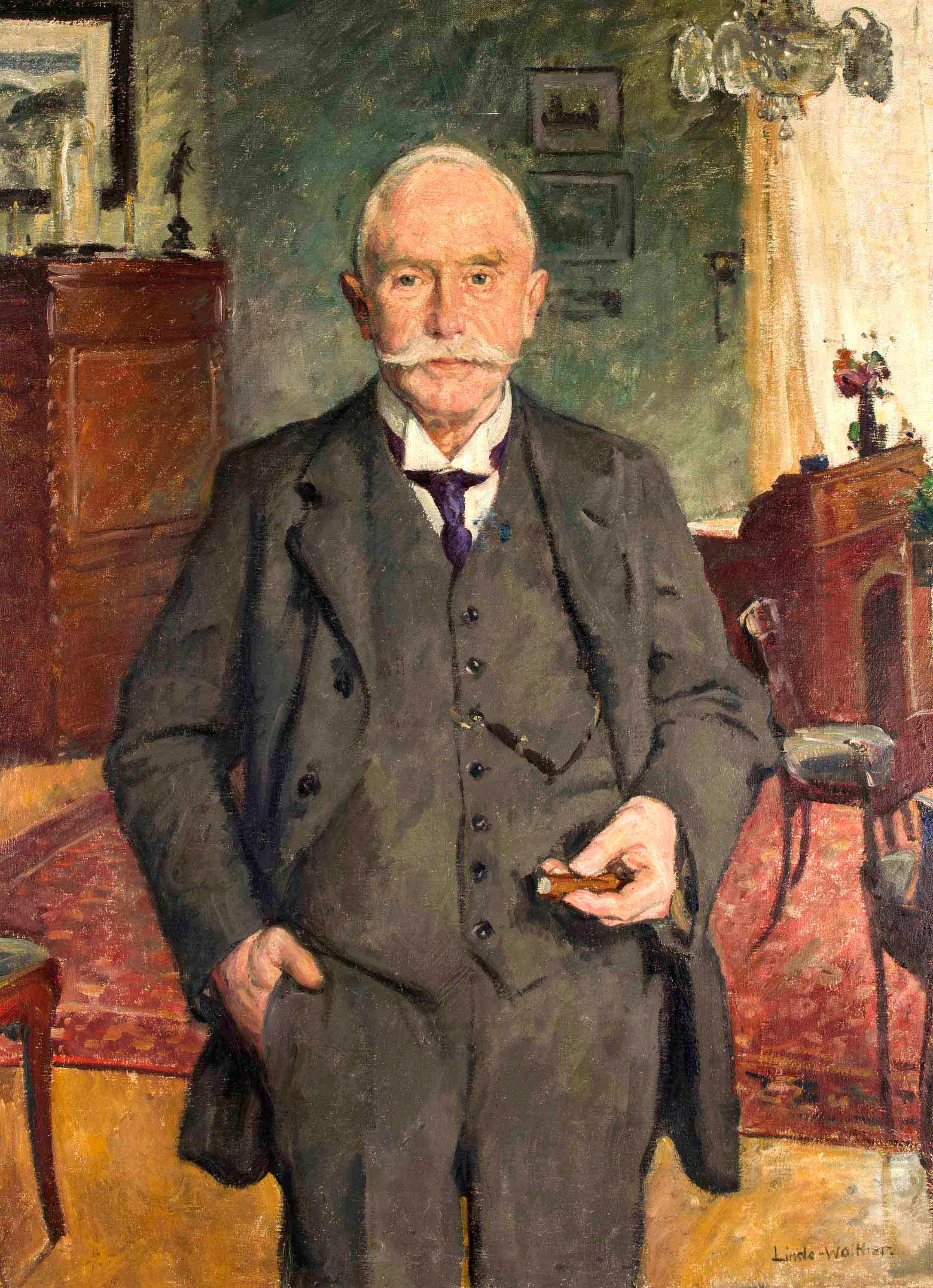
リューベックの実業家の肖像画(1920)

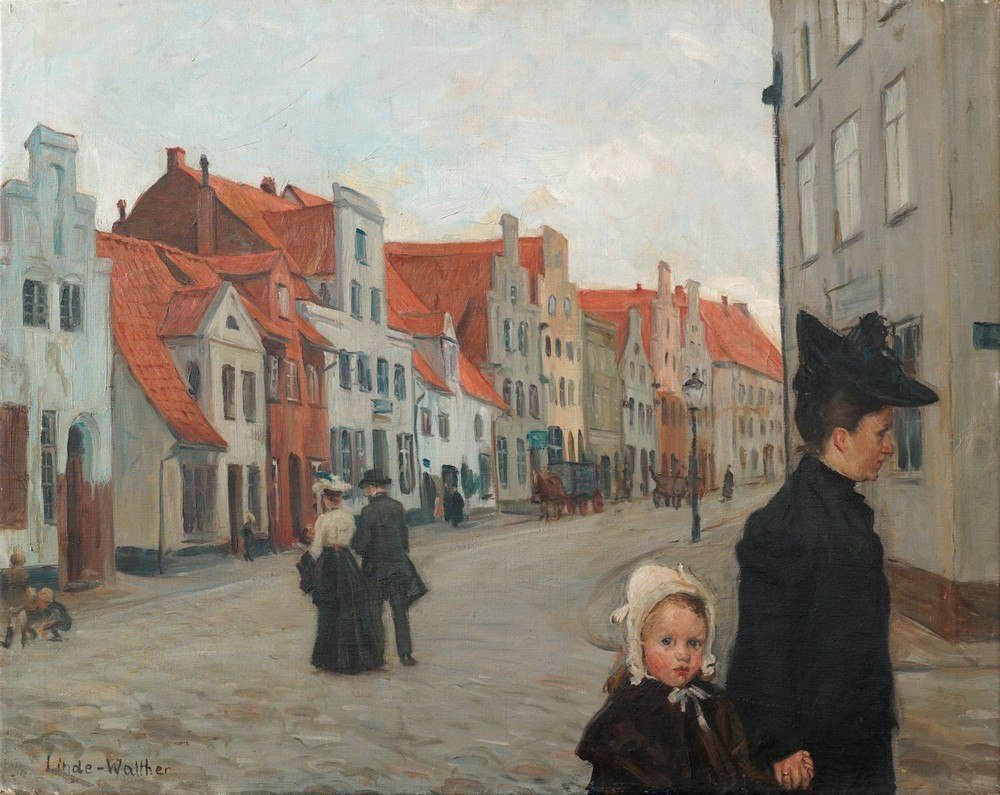
リューベックの風景 (c.1903) Museum für Kunst und Kulturgeschichte der Hansestadt Lübeck
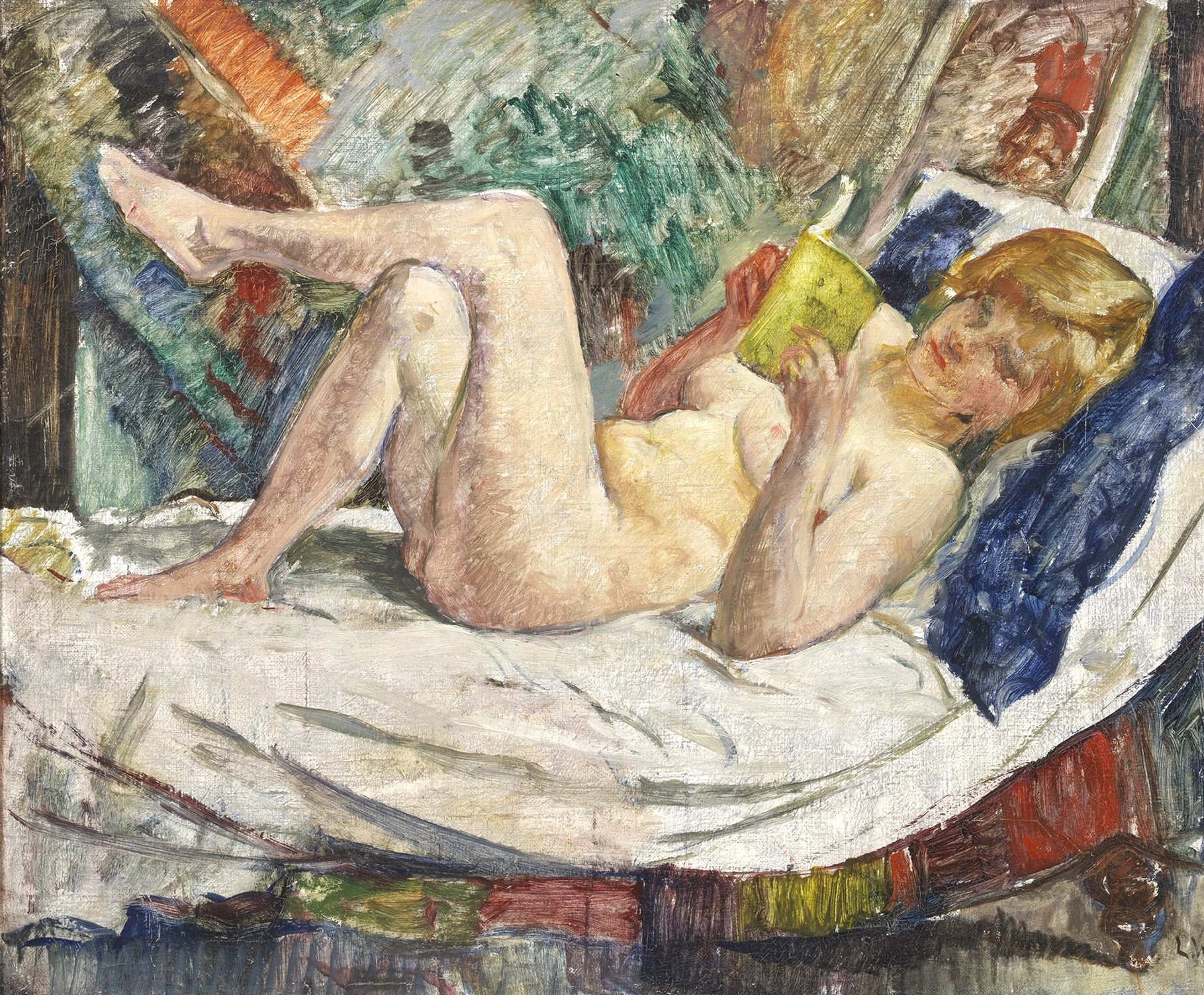
横たわるヌード
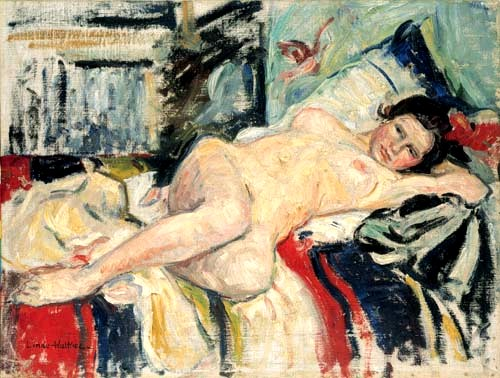
横たわるヌード (1910)